# Queerplatonische Beziehung
Eine queerplatonische Beziehung, auch bekannt als queerplatonische Partnerschaft, kurz QPR von engl. queerplatonic relationship, ist eine enge zwischenmenschliche Partnerschaft, deren Grundlage nicht romantisch ist. Eine queerplatonische Beziehung unterscheidet sich von einer engen Freundschaft durch das gleiche Maß an explizitem Engagement, Status und Struktur wie bei einer formellen romantischen Beziehung, während sie sich von einer romantischen Beziehung dadurch unterscheidet, dass sie keine romantischen Liebesgefühle beinhaltet.
Das Konzept stammt aus den aromantischen und asexuellen Gemeinschaften, deren Mitglieder sich als Teil der LGBTQIA+ Gemeinschaft betrachten können.

## Definition
Der Begriff der queerplatonischen Beziehung hat seinen Ursprung darin, dass romantischen Beziehungen häufig ein gesellschaftlich höherer Stellenwert zugewiesen wird als platonischen Beziehungen. Hieraus entstand der Wunsch, mittels des Begriffs der queerplatonischen Beziehung die Trennung zwischen freundschaftlichen und romantischen Beziehungen zu durchkreuzen. Das englische Wort „to queer“ bedeutet (unter anderem), etwas so zu ändern, dass es nicht mehr in die üblichen Grenzen von Gender und Sexualität passt. Der Begriff ist somit „einer der wenigen expliziten Titel, die zur Beschreibung des sozialen Raums zwischen ‚Freund‘ und ‚romantischer Partnerperson‘ für nicht-romantische Partnerpersonen verfügbar sind, die die ‚intensive Beziehung und die Sicherheit expliziter Bestätigung‘ teilen, die sonst ausschließlich mit Romantik verbunden sind“. Das Asexual Visibility and Education Network definiert queerplatonische Beziehungen als „nicht-romantische Beziehungen zu einer bedeutenden Person mit Partnerstatus“. Von außen betrachtet können queerplatonische Beziehungen oft als enge Freundschaften missverstanden werden, wenn in gesellschaftlichen Kontexten offensichtliche romantische Gesten erwartet werden.
Zum Teil wird der Begriff auch als „eine Meta-Kategorie, die ‚Auffangbecken‘ für ‚nicht-normative Beziehungen‘ ist, die ‚nicht romantische Beziehungen sind, aber auch nicht ausreichend oder korrekt als „Freundschaft“ beschrieben‘ werden können“, bezeichnet.

## Terminologie
Der Begriff „queerplatonic“ wurde im Englischen 2010 von S. E. Cummings und Kaz geprägt. Dies erfolgte in einem Blogeintrag mit den dazugehörigen Kommentaren, in dem ein Begriff für diese Art von zwischenmenschlichen Beziehungen gesucht wurde. Die Form der zwischenmenschlichen Anziehung, die in queerplatonischen Beziehungen besteht, wurde mit dem Wort „alterous“, einem vom Substantiv „alterity“ ‚Alterität, Anderssein‘ abgeleiteten Neologismus, beschrieben. Alternativ haben andere Quellen das Wort „queerplatonisch“ verwendet, um sowohl eine Form der Anziehung als auch eine Beziehungskategorie zu beschreiben. Die Person, mit der man in einer queerplatonischen Beziehung ist, kann als „quasiplatonische“ oder „qp“ Partnerperson oder „zucchini“ bezeichnet werden. „Zucchini“ wurde in dem gleichen Blogkommentar, in dem auch das Wort queerplatonisch entstand, erstmals verwendet. Auch im Deutschen wird dieser Begriff verwendet.

## Herkunft und Verwendung
Der Begriff stammt aus den aromantischen und asexuellen Gemeinschaften, und war in den 2010er Jahren größtenteils auf diese Kreise beschränkt. Die Huffington Post beschrieb ihn 2014 als ein „neues Label“, das aus derselben Quelle wie „aromantisch“ und „demisexuell“ stammt, und Zach Schudson und Sari van Anders charakterisierten es 2019 als eine von mehreren „aufkommenden Diskursen über Geschlechts- und sexuelle Identitäten“, die auf LGBT-Social-Networking-Sites erscheinen. Ab 2021 begannen jedoch einige populäre Websites, die sich an allgemeine Zielgruppen richten, das Konzept zu diskutieren, und das Konzept wurde in einigen akademischen Kunst- und Literaturkritiken verwendet (anstatt nur als Neologismus diskutiert zu werden).
Im Deutschen ist der Begriff mindestens seit dem Jahr 2017 belegt.
Eine qualitative Analyse der Sprache von Menschen, die 2021 in Polyamorie involviert sind, führte das Wort „queerplatonisch“ als typisches Beispiel für das „komplexe“ Vokabular an, das häufig von Personen verwendet wird, die in einvernehmliche nicht-monogame Beziehungen involviert sind. Y. Gavriel Ansara, der für ein Publikum von Beziehungsberatern schreibt, stellt ebenfalls fest, dass der Begriff unter polyamoren Menschen verbreitet ist. Ein Artikel aus dem Jahr 2022 in der Frauenzeitschrift Bustle zog Parallelen zwischen „queerplatonischen Lebenspartnerschaften“ und einvernehmlicher Nicht-Monogamie, die sich auf Beziehungsanarchie und das gemeinsame Prinzip bezog, dass die Teilnehmer „ihre Verpflichtungen nach den Wünschen der Menschen in der Beziehung anpassen“. Schudson und van Anders (2019) und der Bustle-Artikel von 2022 behaupten außerdem, dass die Verwendung des Begriffs von „jungen Menschen“ oder Millennials und Generation Z vorangetrieben wird.
Die Sexualtherapeutin Stefani Goerlich schlug 2021 vor, dass das Konzept von Boston Marriages inspiriert wurde – formalisierte romantische Freundschaften zwischen wohlhabenden Frauen im späten 19. Jahrhundert in Neuengland. Sie charakterisierte QPRs auch als eine alte Praxis, die wieder populär wurde, und schlägt vor, dass Ruth und Naomi im Alten Testament eine der frühesten aufgezeichneten QPRs gehabt haben könnten.

## Soziale Analyse
Savie Luce hinterfragt die konventionelle queere Lesart von Mary Eleanor Wilkins Freemans Two Friends, einer Geschichte, die eine Boston-Ehe darstellt und die Beziehung in einem „sexualisierten queeren Licht“ als sapphische Beziehung darstellt. Sie argumentiert, dass Freemans Protagonistinnen durch die Linse von QPR und Ela Przybylos Konzept der „asexuellen Erotik“ als erotische lesbische Partnerinnen gelesen werden können, ohne dass ihre Beziehung als sexuell oder romantisch fehldargestellt werden muss, was Luce als „erotonormativ“ betrachtet. Sie präsentiert QPR auch als radikale Gegen-Erzählung zum Lesbian-Bed-Death-Topos, wobei Asexualität „eine additive Qualität und kein Defizit“ in einer queerplatonischen Partnerschaft zwischen Frauen darstellt.
Einige Autoren haben das Konzept von QPR als Reaktion gegen eine amatonormative Hierarchie gesehen, in der romantische Beziehungen als wichtiger angesehen werden als Freundschaften.
Ähnlich verbindet Roma De las Heras Gómez die Kritik der Beziehungsanarchie an der Vorstellung, dass eine romantische Beziehung notwendig ist, um „eine Familie zu gründen, die langfristige Partnerschaft, Zusammenleben, gemeinsame wirtschaftliche Verantwortung und potenzielle Kindererziehung umfasst“, mit Kategorien, die in „asexuellen Gemeinschaften und aromantischen Gemeinschaften online“ verwendet werden. Sie geht hier demnach auf queerplatonische Beziehungen ein – und auch wenn sie den Begriff als solchen nicht erwähnt, verwendet sie den Begriff als Schlüsselwort für das Paper, was darauf hindeutet, dass sie QPR als ähnlich zu beziehungsanarchistischem nicht-sexuellem Zusammenleben und Mit-Elternschaft sieht.